# Грузия на Европейских играх 2015
Грузия на I Европейских играх, которые прошли в июне 2015 года в столице Азербайджана, в городе Баку, была представлена 104 спортсменами..

## Награды

### Золото
| Золото |                     |                         |
| #      | Спортсмены          | Вид спорта (дисциплина) |
| 1      | Автандил Чрикишвили | Дзюдо (до 81 кг)        |
| 2      | Адам Окруашвили     | Дзюдо (свыше 100 кг)    |

### Серебро
| Серебро | |                                      |
| #       | Спортсмены | Вид спорта (дисциплина)              |
| 1       | Хатуна Нариманидзе, Лаша Пхакадзе | Стрельба из лука (смешанная команда) |
| 2       | Элизбар Одикадзе | Вольная борьба (до 91 кг)            |
| 3       | Нугзар Таталашвили | Дзюдо (до 73 кг)                     |
| 4       | Варлам Липартелиани | Дзюдо (до 90 кг)                     |
| 5       | Бека Ломтадзе | Вольная борьба (до 61 кг)            |
| 6       | Бека Гвиниашвили, Варлам Липартелиани, Ушанги Маргиани, Левани Матиашвили, Адам Окруашвили, Амиран Папинашвили, Лаша Шавдатуашвили, Нугзар Таталашвили, Автандил Чрикишвили | Дзюдо (команды)                      |

### Бронза
| Бронза |                    |                                   |
| #      | Спортсмены         | Вид спорта (дисциплина)           |
| 1      | Джумбер Квелашвили | Вольная борьба (до 74 кг)         |
| 2      | Сандро Аминашвили  | Вольная борьба (до 86 кг)         |
| 3      | Гено Петриашвили   | Вольная борьба (до 125 кг)        |
| 4      | Саломе Пажава      | Художественная гимнастика (лента) |
| 5      | Вахтанг Чидрашвили | Самбо (до 57 кг)                  |
| 6      | Каха Мамулашвили   | Самбо (до 74 кг)                  |
| 7      | Давид Карбелашвили | Самбо (до 90 кг)                  |
| 8      | Амиран Папинашвили | Дзюдо (до 60 кг)                  |

## Состав команды
Борьба
Греко-римская борьба
- Лаша Гобадзе
- Сачино Давитая
- Зураб Датунашвили
- Михаил Каджая
- Якоби Каджая
- Гизо Меладзе
- Мате Сопадзе
- Миндла Цулукидзе

Велоспорт
 Велоспорт-маунтинбайк
- Бесик Гавашели

 Карате
- Ираклий Ткебучава

## Результаты

### Борьба
В соревнованиях по борьбе разыгрывалось 24 комплекта наград. По 8 у мужчин и женщин в вольной борьбе и 8 в греко-римской. Турнир проходил по олимпийской системе с выбыванием. В утешительный раунд попадали участники, проигравшие в своих поединках будущим финалистам соревнований. Каждый поединок состоит из двух раундов по 3 минуты, победителем становится спортсмен, набравший большее количество баллов. По окончании схватки, в зависимости от результатов в каждом из раундов спортсменам начисляются классификационные очки.
Мужчины
Греко-римская борьба
Легенда: 

VT — победа на туше; 

PP — победа по очкам с техническим баллом у проигравшего; 

PO — победа по очкам без технического балла у проигравшего; 

SP — техническое превосходство, победа по очкам с разницей более, чем в 6 баллов с техническим баллом у проигравшего; 

ST — техническое превосходство, победа по очкам с разницей более, чем в 6 баллов без технического балла у проигравшего; 

| Соревнование | Спортсмены        | Первый раунд                | 1/8 финала                      | Четвертьфинал               | Полуфинал                     | Финал                         | Место |
| Соревнование | Спортсмены        | Соперник Результат          | Соперник Результат              | Соперник Результат          | Соперник Результат            | Соперник Результат            | Место |
| ------------ | ----------------- | --------------------------- | ------------------------------- | --------------------------- | ----------------------------- | ----------------------------- | ----- |
| до 59 кг     | Гизо Меладзе      | Не участвовал               | Э. Мухтаров (AZE) П 1:3 (PP)    | Завершил выступление        | Завершил выступление          | Завершил выступление          | 14    |
| до 66 кг     | Сачино Давитая    | Г. Алиев (AZE) П 1:3 (PP)   | Завершил выступление            | Завершил выступление        | Завершил выступление          | Завершил выступление          | 20    |
| до 71 кг     | Миндла Цулукидзе  | не участвовал               | П. Карлсен (NOR) В 3:1 (PP)     | Ю. Денисов (RUS) В 3:1 (PP) | Б. Корпаши (HUN) П 1:3 (PP)   | Турнир за 3-е место           | 5     |
| до 71 кг     | Миндла Цулукидзе  | не участвовал               | П. Карлсен (NOR) В 3:1 (PP)     | Ю. Денисов (RUS) В 3:1 (PP) | Б. Корпаши (HUN) П 1:3 (PP)   | Ф. Штеблер (GER) П 1:3 (PP)   | 5     |
| до 75 кг     | Зураб Датунашвили | П. Новак (CZE) В 3:1 (PP)   | Э. Кус (TUR) В 3:1 (PP)         | Я. Янакиев (BUL) В 3:1 (PP) | Э. Мурсалиев (AZE) П 1:3 (PP) | Турнир за 3-е место           | 5     |
| до 75 кг     | Зураб Датунашвили | П. Новак (CZE) В 3:1 (PP)   | Э. Кус (TUR) В 3:1 (PP)         | Я. Янакиев (BUL) В 3:1 (PP) | Э. Мурсалиев (AZE) П 1:3 (PP) | Ч. Лабазанов (RUS) П 1:3 (PP) | 5     |
| до 80 кг     | Лаша Гобадзе      | Й. Боссерт (SUI) В 3:1 (PP) | В. Сосуновский (BLR) П 0:4 (ST) | Завершил выступление        | Завершил выступление          | Завершил выступление          | 10    |
| до 85 кг     | Мате Сопадзе      | М. Басар (TUR) П 1:3 (PP)   | Завершил выступление            | Завершил выступление        | Завершил выступление          | Завершил выступление          | 15    |
| до 98 кг     | Михаил Каджая     | Не участвовал               | Д. Тимонкини (ITA) П 0:3 (PO)   | Завершил выступление        | Завершил выступление          | Завершил выступление          | 18    |
| до 130 кг    | Якоби Каджая      | не проводится               | Л. Хёрман (AUT) В 3:0 (PO)      | С. Шариати (AZE) П 1:3 (PP) | Турнир за 3-е место           | Турнир за 3-е место           | 5     |
| до 130 кг    | Якоби Каджая      | не проводится               | Л. Хёрман (AUT) В 3:0 (PO)      | С. Шариати (AZE) П 1:3 (PP) | Н. Кучмий (UKR) В 3:1 (PP)    | И. Чугошвили (BLR) П 0:3 (PO) | 5     |

### Велоспорт

#### Маунтинбайк
Соревнования по маунтинбайку проводилились в построенном специально для игр велопарке. Дистанция у мужчин составляла 36,7 км, а у женщин 27,9 км.
Мужчины
| Соревнование | Спортсмены     | Результат | Место | Отставание |
| ------------ | -------------- | --------- | ----- | ---------- |
| Кросс-кантри | Бесик Гавашели | LAP       | —     | —          |

### Карате
Соревнования по карате проходили в Бакинском кристальном зале. В каждой весовой категории принимали участие по 8 спортсменов, разделённых на 2 группы. Из каждой группы в полуфинал выходили по 2 спортсмена, которые по системе плей-офф разыгрывали медали Европейских игр.
Мужчины
| Соревнование | Спортсмены        | Групповой этап       | Групповой этап             | Групповой этап          | Место | 1/2 финала           | Финал                | Итоговое место       |
| Соревнование | Спортсмены        | 1 поединок           | 2 поединок                 | 3 поединок              | Место | 1/2 финала           | Финал                | Итоговое место       |
| ------------ | ----------------- | -------------------- | -------------------------- | ----------------------- | ----- | -------------------- | -------------------- | -------------------- |
| До 67 кг     | Ираклий Ткебучави | Группа A             | Группа A                   | Группа A                | 4     | Завершил выступление | Завершил выступление | Завершил выступление |
| До 67 кг     | Ираклий Ткебучави | Н. Алиев (AZE) П 0:2 | М. Расеро Руис (ESP) П 1:5 | С. да Коста (FRA) П 0:1 | 4     | Завершил выступление | Завершил выступление | Завершил выступление |